# Borostomias antarcticus
Borostomias antarcticus – gatunek głębinowej ryby z rodziny wężorowatych (Stomiidae). Gatunek odkryty podczas szwedzkiej ekspedycji na biegun południowy w latach 1901–1903, opisany przez Einara Lönnberga w 1905 roku.

## Występowanie
Borostomias antarcticus spotykany jest na głębokościach 300–2630 m we wszystkich oceanach, między 66° N a 66° S.

## Charakterystyka
Ryba ta osiąga 30 cm długości.